# Gérard Deloche
Pour les articles homonymes, voir Deloche.
Gérard Deloche est un informaticien français diplômé de l'ENSEEIHT en 1968.
Spécialiste des réseaux et dirigeant de sociétés, il fait partie des pionniers français d'Internet, en tant qu'un des premiers organisateurs de l'ARPANET, puis s'est lancé dans une carrière dans le transport aérien, en passant 30 ans à UTA, puis à Air France, avant de s'installer comme consultant, pour partager son expertise dans la planification de la flotte et des réseaux, la politique tarifaire, la productivité de la recette et l’économie des lignes.

## Biographie
Né en janvier 1938, Gérard Deloche obtient un doctorat en électronique et automatisme de l'Université de Grenoble puis commence sa carrière en 1966 à la Compagnie internationale pour l'informatique, où il effectue des contributions aux systèmes informatiques de temps réel et participe au Sicob.
En 1968, grâce à une bourse de recherche du CRI (Comité de recherche en informatique), il part à l'université de Californie à Los Angeles (UCLA), travailler au sein de l'équipe du département d'informatique, qui est au centre du projet de réseau ARPANET. Il y décroche un Master en Ordinateurs et s'implique dans le premier Network Working Group, puis incite son successeur pour cette bourse, Michel Elie, un autre jeune ingénieur de la Compagnie internationale pour l'informatique à faire de même.
Si l’on consulte en ligne les Requests for comments, inventées par Steve Crocker dès 1969, la numéro 9 émane de Gérard Deloche, le 9 mai. Le Network Working Group est alors préoccupé par la question de l'hôte logiciel et des stratégies pour l'utilisation du réseau. L'échange conduisit au protocole « Network Control Program » NCP, le protocole de base d'ARPANET. La mise au point du NCP semble avoir débuté par le RFC 9, lancé par Gérard Deloche le 1er mai 1969, jusqu'au RFC 179, rédigé le 22 juin 1971. Le premier lien d'hôte à Interface Message Processor fut installé et testé à l'Université de Californie à Los Angeles le 2 septembre 1969, et un mois plus tard, le Stanford Research Institute répète cette première étape. Au sein du groupe, les débats portent aussi largement sur les questions de "client-serveur" et de temps partage.
Gérard Deloche est ensuite chargé par Thomson-CSF de la mise en place d'un système d'information. En 1972, il entre à UTA comme directeur de l'informatique, puis suivit une formation en gestion à Harvard et réintégra UTA comme contrôleur de gestion à la direction Europe-Afrique.
En 1980, il devint responsable des tarifs IATA puis en 1984 directeur adjoint à la direction Afrique. De 1987 à 1990, il fut successivement directeur Afrique, directeur des opérations aériennes et de l'exploitation sol. En janvier 1992, il devient directeur de l'organisation et de l'informatique d'Air France, qui vient de racheter UTA. En décembre 1993, Christian Blanc lui confie la nouvelle organisation décentralisée. À partir de 1994, il seconde Christian Kozar, directeur général adjoint opérations sols et directeur du CDR Escales de Paris, où il dirigea l'équipe du projet « hub » avant de devenir directeur des opérations « hub » en mars 1996.